# Шасин, Юлис
Юлис Хосе Шасин Молина (исп. Jhoulys Jose Chacín Molina; 7 января 1988, Маракайбо) — венесуэльский и американский бейсболист, питчер клуба Главной лиги бейсбола «Колорадо Рокиз». В составе сборной Венесуэлы дважды принимал участие в играх Мировой бейсбольной классики.

## Карьера
Окончил школу Хесуса Энрике Лоссады в Маракайбо. В 2004 году Шасин подписал контракт с «Колорадо Рокиз» в статусе международного свободного агента. В 2009 году впервые был вызван в основной состав команды из фарм-клуба «Талса Дриллерс», выступавшего в лиге AA. В 2010 году провёл первый полный сезон в МЛБ, став лучшим новичком Национальной лиги по количеству страйкаутов.
Перед стартом сезона 2011 года Шасин оценивался как один из лучших молодых питчеров Лиги, но вторая половина чемпионата сложилась для него неудачно. Тем не менее, он вышел стартовым питчером в 31-й игре сезона, одержал 11 побед при 14 поражениях со средней пропускаемостью ERA 3,62. 15 апреля 2011 года сыграл первую сухую игру в карьере. В 2012 году из-за травмы провёл всего 14 игр.
В 2013 году он выступал успешнее, усилив своей игрой ротацию питчеров «Рокиз». В активе Шасина 14 побед при 10 поражениях с ERA 3,47 и всего 11 пропущенных хоум-ранов. Следующий год стал худшим в его карьере — сезон он начал в списке травмированных с воспалением плеча. Шасин провёл на поле всего 11 игр, одержав в них одну победу, после чего досрочно завершил сезон из-за новой травмы. 22 марта 2015 года «Рокиз» отпустили его в качестве свободного агента.
14 апреля 2015 года он подписал контракт младшей лиги с «Кливленд Индианс», провёл семь игр в лиге AAA за «Коламбус Клипперс» и 18 июня был отчислен из клуба.
20 июня 2015 года Шасин подписал контракт младшей лиги с «Аризоной», до конца чемпионата провёл за клуб четыре игры.
14 декабря 2015 года он заключил контракт младшей лиги с «Атлантой Брэйвз» и получил приглашение на весенние сборы команды. Сезон 2016 года Шасин начал в составе «Гвиннет Брэйвз» в лиге AAA, а 12 апреля был переведён в основной состав команды. Всего в чемпионате он сыграл за «Брэйвз» в пяти матчах.
11 мая 2016 года Брэйвз обменяли Шасина в «Лос-Анджелес Энджелс» на питчера Адама Маккрири. Выступления за «Ангелов» он начал в качестве питчера ротации, но затем был переведён в буллпен. Всего за команду Шасин провёл 29 игр, в 17-и из которых вышел стартером.
20 декабря 2016 года он подписал однолетний контракт с «Сан-Диего Падрес». Он вышел стартовым питчером команды на матч открытия сезона. По итогам чемпионата Шасин установил личные рекорды по количеству игр в качестве стартового питчера, общему числу страйкаутов и их среднему количеству за девять иннингов.
21 декабря 2017 года он подписал двухлетний контракт на 15,5 млн долларов с «Милуоки Брюэрс». В сезоне 2018 года Шасин стал единственным питчером, проведшим весь год в стартовой ротации клуба. В регулярном чемпионате он провёл почти 200 иннингов, сделав в них 156 страйкаутов. В плей-офф он дважды провёл по пять иннингов без пропущенных очков. Впечатление от удачного выступления смазало неудачное начало седьмой игры Чемпионской серии Национальной лиги против «Доджерс». В двух иннингах Юлис пропустил три хита, включая двухочковый хоум-ран, и был заменён.
Сезон 2019 года сложился для Шасина неудачно. Он выиграл всего три матча при десяти поражениях с пропускаемостью 5,79. В конце августа «Брюэрс» отчислили его, после чего Юлис подписал контракт с «Бостон Ред Сокс», в команде провёл всего 2 месяца.
Первого февраля 2020 года Шасин подписал контракт с клубом «Миннесота Твинс», но не провёл за него ни одной игры. Начало регулярного чемпионата было отложено из-за пандемии COVID-19 и до его старта Шасин был отчислен. В июле он подписал однолетнее соглашение с «Атлантой Брэйвз». В сезоне 2020 года он вышел на поле в двух играх. В январе 2021 года Шасин получил гражданство США. Сразу же после этого он заключил контракт с клубом «Нью-Йорк Янкис», которому требовался питчер для замены выбывших по разным причинам Доминго Хермана и Луиса Северино. «Янкис» отчислили его до начала чемпионата, после чего Шасин вернулся в «Колорадо Рокиз». По ходу сезона он сыграл за команду в 46 матчах с показателем пропускаемости 4,34, выходя на поле как реливер в седьмом и восьмом иннингах. В ноябре 2021 года он подписал с клубом новое однолетнее соглашение на сумму 1,25 млн долларов.